# Pirata nanatus
Pirata nanatus Gertsch, 1940 è un ragno appartenente alla famiglia Lycosidae.

## Etimologia
Il nome della specie è in onore della tribù indiana dei Nanate, che vive nella Florida centrale, una delle zone di rinvenimento degli esemplari.

## Caratteristiche
L'olotipo maschile rinvenuto ha il cefalotorace lungo 1,37mm, e largo 1,05mm.
L'allotipo femminile rinvenuto ha il cefalotorace lungo 1,37mm, e largo 0,95mm.

## Distribuzione
La specie è stata reperita negli USA:
1. Florida: nella Contea di Alachua, nella Contea di Columbia e nella Contea di Leon;
2. Georgia: nella Contea di Baker, nella Contea di Charlton e nella Contea di Turner[1].

## Tassonomia
La specie appartiene al nanatus group nell'ambito del genere Pirata insieme con P. allapahae, P. apalacheus, P. seminolus e P. welakae.
Al 2017 non sono note sottospecie e dal 1978 non sono stati esaminati nuovi esemplari.